# 顾小杰
顾小杰（1959年4月—），江苏人，大学学历，中华人民共和国外交官。

## 生平
顾小杰1985年进入中华人民共和国外交部工作，先后在驻塞拉利昂大使馆、外交部非洲司、驻津巴布韦大使馆任职。1998年，任驻南非大使馆参赞。2001年，任外交部非洲司参赞。2003年，任驻英国大使馆参赞。2004年，任外交部非洲司副司长。2008年6月，出任中华人民共和国驻埃塞俄比亚大使兼驻非盟代表。2011年，任外交部办公厅副主任。2014年4月，出任中华人民共和国驻尼日利亚大使。2016年6月，任中华人民共和国驻悉尼总领事。2020年6月，离任驻悉尼总领事。

## 家庭
已婚，有一子。